# باشگاه فوتبال هبورن تاون
باشگاه فوتبال هبورن تاون (به انگلیسی: Hebburn Town Football Club) یک باشگاه فوتبال در شهر هبورن، کشور انگلستان است که در سال ۱۹۱۲ میلادی تأسیس شده‌است.